# Layer 8
Il Layer 8 ("livello 8") è un termine umoristico del gergo di Internet usato per riferirsi a un inesistente livello (layer) "utente" o "politico" nel modello OSI delle reti di computer.
L'OSI è un modello astratto composto da 7 livelli che descrivono l'architettura della comunicazione dati per reti di computer. I livelli sono costruiti uno sopra l'altro, permettendo le funzioni di astrazione di specifiche funzioni in ciascuno dei livelli. L'ultimo livello, il 7° è il "Livello Applicazioni" e descrive i metodi e i protocolli delle applicazioni software. Quindi è dichiarato che l'utente è il livello 8.
Dal momento che i numeri di livello OSI sono comunemente usati per discutere temi di networking, un sistemista potrebbe descrivere un problema causato da un utente come un errore di tipo Layer 8, similarmente agli errori PEBKAC e ID10T.
La teoria economico politica sostiene che l'ottavo livello è importante per comprendere il modello OSI. Le politiche come la Neutralità della Rete, Spectrum Management e l'Inclusione Digitale danno forma alle tecnologie che comprendono i livelli 1-7 del Modello OSI.
Qualche volta  viene definito l'ottavo livello come di implementazione all'industria dei networks, che solitamente contengono profili di strumenti o di interfacce di comunicazioni (e.g., ALI in Profibus).
Inoltre, a volte il livello 8 viene definito il livello finanza.

## Il cosiddetto "Livello 9"
In modo similare, il Livello 9 viene scherzosamente considerato il livello religioso del modello OSI oppure un'azione ordinata da qualche manager, riconosciuta come sbagliata.

## Simili pseudo livelli nel modello TCP/IP
Nel modello TCP/IP, un modello di networking a 4 livelli, il quinto livello è analogamente a volte descritto come il livello politico (e il sesto livello come il livello religioso).
Ciò appare nell'RFC 2321, il quale è un umoristico Pesce d'aprile (April Fools' Day RFC pubblicato nel 1998).

## Altri usi
- Un grosso Partner di Cisco in Inghilterra viene nominato Layer 8 Networks.
- Linux Gazette svolge una regolare rubrica denominata Layer 8 Linux Security[6].